# 18725 Atacama
18725 Atacama este o planetă minoră (asteroid), cu un diametru de 6,048 km, din centura de asteroizi. A fost descoperită pe 2 mai 1998 la observatoire de la Côte d'Azur⁠(d) de OCA-DLR Asteroid Survey⁠(d) și a fost numită după Deșertul Atacama. 
Obiectul prezintă o orbită caracterizată de o semiaxă mare de 2,7587973 UAi, o excentricitate de 0,13, o înclinație de 8,81579 ° în raport cu ecliptica.